# Самарско знаме
Самарското знаме е български боен флаг, един от най-важните военни символи на Българската армия. Създадено е от монахини от град Самара, Русия, и е дарено на Българското опълчение по време на Руско-турската война (1877 – 1878). Единственото знаме в историята на България, наградено с орден „За храброст“.

## Самарско знаме

### История
Знамето е трицветен плат (от горе надолу хоризонтално: червен, бял, син) с размер 1,85 на 1,90 метра с вшити в средата златни кръстове. От едната страна в тях е избродиран образът на Иверската Богородица, а от другата образите на Светите братя Кирил и Методий. Живописните работи са извършени от петербургския художник Николай Симаков, а бродериите от монахините на Самарския манастир.
Към дръжката на знамето са прикрепени три ленти: синя с надпис „Да воскреснет Бог, и расточатся врази Его“, червена с надпис „Самара-българския народ, 1876“ и бяла.
Пиката на знамето е сребърна във византийски стил и е изработена по проект на граф Рошфор.
Знамето първоначално е предназначено за въстаниците от Априлското въстание (1876).
По решение на Думата на град Самара от 17/29 април 1877 г. знамето е предадено на великия княз Николай Николаевич за да бъде връчено на Българското опълчение.
На 6/18 май 1877 г. в Плоещ делегация от град Самара, начело с Ефим Кожевников и Пьотр Алабин връчва Самарското знаме на Българското опълчение на специална церемония, в която знамето е заковано на дръжката със златни пирони. Последният пирон е закован от стария поборник войводата дядо Цеко Петков, който сваля калпак и с вдигнат към небето поглед възкликва:
| „ | „Да помогне Бог това свето знаме да премине от край до край нещастната българска земя; нашите майки, жени и деца да изтрият с това знаме скърбящите си очи; всичко нечисто, поганско, зло да бяга от страх пред него, а след него да настане траен мир и благоденствие! | “ |

Знаменна рота е III Опълченска рота (командир, щабс-капитан Попов) от III Опълченска дружина (командир подполковник Павел Калитин).
Знаменосец е унтерофицер Антон Марчин,
Знамето се прочува по време на Битката при Стара Загора. Знаменната рота попада под фронтален противников огън. Загиват знаменосците унтерофицер Антон Марчин, унтерофицер Авксентий Цимбалюк и опълченец С. Минков. Известен в историята остава подвигът на подполковник Павел Калитин, който с героични усилия и цената на живота си успява да спаси знамето от турски плен. Изнесено е от бойното поле след свиреп ръкопашен бой от спонтанно формиралата се Знаменна група-унтерофицер Тома Тимофеев, опълченец Никола Корчев, Павел Малкия, Д. Минков, Попов, Радев, Мицов, Донев, Никола Кръстев, осетинеца Николай Караев-Дудар и др.
Носено е и в битката при Шипка и Шейновската битка.
След войната III Опълченска дружина е преобразувана в III пехотна Радомирска Пехотна дружина и Самарското знаме се пази в гарнизона ѝ в Радомир, от където е последният му знаменосец Никола Корчев.
През 1881 г. дружината получава друго знаме и между 1881 и 1946 г. Самарското знаме се съхранява в Двореца в София (дн. Национална художествена галерия).
В 1946 г. е пренесено в Националния военноисторически музей, където се съхранява и до днес в камера при специални условия.
По случай третата годишнина от кръвопролитните боеве при Стара Загора на 19 юли 1880 г. се състои юбилейно честване. По време на тържеството на знамето на Трета опълченска дружина – Самарско знаме – за пръв път е връчена първа степен на ордена За храброст. Самарското знаме е единственото знаме наградено с ордена За храброст, като знакът му е вграден в богато декорираната дръжка.
През 1958 г. са изработени две копия на знамето, като едното е изпратено в Централния военен музей в Русия, а другото остава в България. През 1978 г. реставрационният отдел на Военноисторическия музей изработва друго копие за музея.
През 2004 г. президентът на България Георги Първанов дарява четвърто копие на знамето на Зографския манастир. През 2006 г. монахините от Княжевския манастир „Покров на Пресвета Богородица“ даряват на Военноисторическия музей пето точно копие на знамето, което заема мястото в експозицията, а третото копие е дарено на гвардията за военни ритуали.

### Художествено представяне
Знамето е рисувано от много художници, като най-известните картини са „Самарското знаме“ на Ярослав Вешин (1911) и „Връчването на Самарското знаме на Българското опълчение в Плоещ“ на Николай Дмитриев-Оренбургски.
Днешното знаме на Самарска област в Русия, прието в 1998 г., е базирано на Самарското знаме.
Паметник на Самарското знаме е издигнат край Стара Загора в Мемориален комплекс „Бранителите на Стара Загора – 1877 г.“.
Мемориалът се намира в квартал „Самара“ и се вижда от почти всяко място на града. Построен е по случай 100-годишнината от Руско-турската война.
- Самарското знаме; Ярослав Вешин; 1911 г.
- Връчването на Самарското знаме на Българското опълчение в Плоещ; Николай Дмитриев-Оренбургски
- Мемориалът „Бранителите на Стара Загора“ с каменното Самарско знаме и неговите бранители